# 維納斯計畫 (微軟)
維納斯計劃是微软曾经面向中国大陆的一项计划，微软提供了一种类似MSN TV的机顶盒，作为个人电脑的廉价替代品。这项计划曾经得到了中国政府的支持。1999年3月10日，微软在深圳宣布了该项计划，机顶盒曾计划2000年1月正式上市，但最后没有上市。由于一个机顶盒价格约为3000元，过于昂贵，中国政府又推广基于红旗Linux的计算机，该种计划最终未能成功。